# Hofmark Winkl
Die Hofmark Winkl war eine Hofmark mit Sitz in Winkl, heute ein Gemeindeteil von Grabenstätt im oberbayerischen Landkreis Traunstein.
Im 15. Jahrhundert sind die Auer zu Winkel als Besitzer der offenen Hofmark überliefert. Diesen folgte im 16. Jahrhundert Burkhard von Schellenberg, 1549 die Weitmoser und 1659 die Grafen von Lamberg.